# Кръговрат на азота
Кръговрат на азота се нарича комплексен биогеохимичен кръговрат, който описва трансформациите на азота и азотните съединения в природата.
Отличава се с особена сложност и с голяма скорост на циркулация в различните екосистеми. Азотът участва, съвместно с въглерода, в синтезата на всички белтъчни вещества. В неговия кръговрат обаче, съществуват редица особености. Богатството на атмосферата с азот (78%) се използва само от ограничен брой организми за включване на N2 в цикли от:
1. органичен-N → NH3 → NH4+ → NO3‾→ органичен-N и/или
2. NO3‾ → NO2 → NO → N2O → N2 ;

Първият процес, до образуване на нитрати, се нарича нитрификация.
Вторият процес на превръщане на нитратите, обратно в атмосферен азот – денитрификация.
Друга особеност е, че отделните звена на тези процеси се извършват от отделни специфични групи микроорганизми.